# Izipho Zam (My Gifts)
Izipho Zam (My Gifts) ist ein Musikalbum von Pharoah Sanders. Die am 14. Januar 1969 in den TownSound Studios in Englewood, New Jersey, entstandenen Aufnahmen erschienen 1973 auf Strata-East Records. Es wurde 1993 erstmals auf Compact Disc wiederveröffentlicht.

## Hintergrund
Im Laufe des Jahres 1968, ein Jahr nach dem Tod von John Coltrane, hatte der Saxophonist Pharoah Sanders in den Bands von Alice Coltrane (A Monastic Trio), Dave Burrell, Albert Ayler, Gary Bartz und in Michael Mantlers Ausgabe des Jazz Composer’s Orchestra gearbeitet. Anfang des folgenden Jahres stellte er ein Ensemble mit zwölf Musikern zusammen; hierzu gehörten Howard Johnson, Sonny Fortune, Lonnie Liston Smith, Sonny Sharrock, Cecil McBee, Sirone, Billy Hart, verschiedene Perkussionisten und der Vokalist Leon Thomas, um sein Album Izipho Zam einzuspielen.
Das Album beginnt mit dem Soul-orienterten Stück „Prince of Peace“, bei dem Leon Thomas sein typisches Jodeln und Heulen darbietet, während Lonnie Liston Smith, Cecil McBee und Billy Hart ihn unterstützen und Sanders die Lücken füllt. Es folgt „Balance“, das erste durch die Bläser dominierte Stück des Albums, mit dem Einsatz afrikanischer Trommeln, modal gespielten Saxophonen und Sanders’ mikrotonalen Untersuchungen klanglicher Polarität, die Johnsons Tubaspiel kontrastieren, notierte Thom Jurek.
Schließlich beginnen die Bandmitglieder – alle zusammen – auf dem 28-minütigen Titelstück „eine langsame Klangforschung, eine strukturierte Reise in den Abgrund von Dissonanz und harmonischer Integration“, wobei Leon Thomas die Brücke bildet, über die alle Klänge auf ihrem Weg zum Ensemble gelangen müssen. Von hier aus sorgen Schlagzeug, Schellen, Pfeifen und Sharrocks Gitarre mit schweren Akkorden für Rhythmus, Intervallen und Klangfiguren, bis nach etwa zwölf Minuten die Bläser einsetzen. Sie bewegen sich zunächst langsam und gewinnen an Kraft, bis sie nach zwanzig Minuten ihr Spiel forcieren.
Nach seiner Rückkehr von einer Afrikareise Mitte der 1960er-Jahre produzierte Clifford Jordan fünf Alben für das Label Strata-East, die inzwischen zu begehrten Sammlerstücken geworden sind. Eines davon war Pharoah Sanders‘ Album Izipho Zam, das zwar bereits 1969 aufgenommen, aber erst 1973 vom Strata-East-Label veröffentlicht wurde, da Pharoah Sanders noch beim Label Impulse! unter Vertrag stand.

## Titelliste
- Pharoah Sanders: Izipho Zam (My Gifts) (Strata-East Records SES-19733)[4]

1. A1 Prince of Peace 8:44
2. A2 Balance 12:15
3. B Izipho Zam 28:50

Die Kompositionen stammen von Pharoah Sanders.

## Rezeption
Thom Jurek verlieh dem Album in Allmusic vier Sterne und schrieb, mit diesem Album habe Sanders bewiesen, dass seine Zeit mit Coltrane und sein Impulse!-Debüt Tauhid kein Zufall waren. Trotz aller Anfeindungen durch Jazzmusiker wie Jazzkritik sei Sanders seiner eigenen Muse bis an die Grenzen der östlichen Musik gefolgt, und manchmal sogar völlig jenseits dessen, was man Jazz nennen könnte. Dennoch sei Izipho Zam eine wundervolle Aufnahme, voller Tiefe seiner Visionen und tiefempfundener Seele, die jede Aufnahme von Sanders seitdem geprägt habe. Vier Minuten vor Schluss würde Sanders die Band auf eine hinreißende lyrische Reise führen, „die alle unterschiedlichen Elemente seiner und unserer Welt zusammenbringt und diesen Track – und dieses Album – zu einem berauschenden, unverzichtbaren Out-Jazz-Erlebnis macht“.
Das Album sei eine klangliche Erkundung mit einer frei fließenden Avantgarde-Perspektive, schrieb Mark Jones (UK Vibe). Von der gefühlvollen Eloquenz von „Prince of Peace“ bis zu den tiefgründigen expressionistischen Klanglandschaften von „Balance“ sei Izipho Zam ein wahres Meisterwerk, das den kollektiven Geist des Ensembles und sein Verständnis für die Botschaft, die Pharaoh Sanders vermitteln wollte, verkörpere.
Das Album gelangte auf Position 24 der Halbjahresliste (1/2025) des Francis Davis Jazz Critics Poll in der Kategorie wieder- und unveröffentlichter älterer Aufnahmen.